# Wojna Czerwonej Chmury
Wojna Czerwonej Chmury – wojna Indian z plemion Dakotów i innych, pod dowództwem wodza Czerwonej Chmury, z siłami rządowymi USA, toczona w latach 1866–1868.

## Przyczyny
W 1851 rząd USA zawarł traktat z Indianami plemion Wielkich Równin, na mocy którego Amerykanie poprowadzili przez terytorium Indian Szlak Oregoński, a Indianie zobowiązali się nie przeszkadzać podróżującym tym szlakiem. W latach 60. John Bozeman odkrył inny dogodny szlak wiodący przez terytorium Indian, ze złotodajnych pól w Montanie do Fortu Laramie, nazwany szlakiem Bozemana. Ponieważ szlak przecinał kraj rzeki Powder, będący głównym terenem łowieckim Dakotów, próby podróży tym szlakiem spotykały się ze stanowczym zbrojnym oporem Indian. W czerwcu 1866 rząd amerykański podjął pertraktacje z Dakotami w sprawie przeprowadzenia tego szlaku, wysyłając jednocześnie ekspedycję wojskową pułkownika Henry Carringtona w celu budowy fortów na szlaku Bozemana, mających zabezpieczyć szlak i przyszłą drogę. Negocjacje prowadzono w Forcie Laramie. Z chwilą przybycia do fortu ekspedycji Carringtona, większość Indian, oburzonych, że rząd wysłał wojsko przed uzyskaniem zgody Indian, opuściła negocjacje pod przewodnictwem wodza Czerwonej Chmury. Jedynie część wodzów podpisała traktat, lecz Czerwona Chmura zapowiedział zabijanie wszystkich białych ludzi przekraczających rzekę Powder.

## Przebieg
Ekspedycja płk Carringtona wyruszyła na północ z Fortu Laramie i najpierw odbudowała opuszczony Fort Connor nad rzeką Powder, któremu nadano nową nazwę Fort Reno. Na początku lipca Carrington wyruszył dalej na północ, przekraczając rzekę Powder i budując nowy Fort Phil Kearny nad strumieniem Big Piney. W sierpniu część jego sił założyła jeszcze 90 mil na północ Fort C.F. Smith. Forty te były drewniane, otoczone palisadą lub murami z cegieł adobe.
Siły Indian tworzyły przede wszystkim plemiona Oglala i Miniconjou grupy Teton Dakotów (Lakota), ale też wojownicy plemion Hunkpapa i Brule grupy Teton Dakotów, plemion grupy Santee Dakotów, a także Szejenów i Arapahów. Naczelnym wodzem był wódz Oglalów, Czerwona Chmura. Innymi dowódcami byli m.in. Boją Się Nawet Jego Koni, Szalony Koń, Deszcz w Twarz, Hump i Dwa Księżyce.

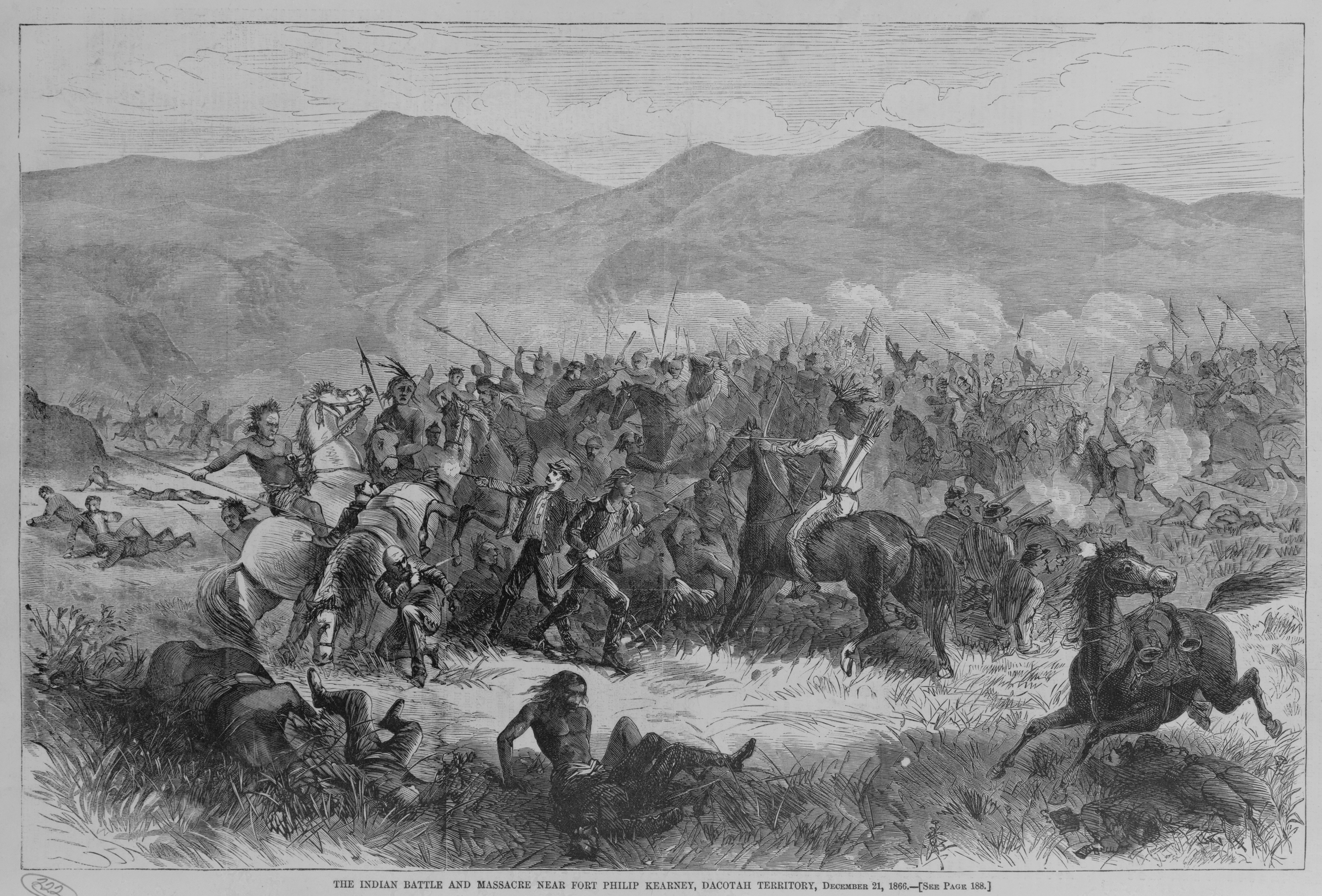
Bitwa niedaleko Fortu Kearny (21 grudnia 1866)

Przez pierwsze miesiące Indianie prowadzili działania nękające, atakując drwali i żołnierzy koło Fortu Kearny. 21 grudnia 1866 Indianom udało się wciągnąć w zasadzkę 80-osobowy oddział wojska i kawalerii pod dowództwem kapitana Williama Fettermana w dolinie strumienia Peno na Szlaku Bozemana. W bitwie, nazwanej później "masakrą Fettermana" (Fetterman masacre), zginęli wszyscy żołnierze.
Po przerwie zimowej, Indianie wzmogli ataki na karawany i konwoje na szlaku oraz na żołnierzy i drwali wokół fortów. Próba ataku Szejenów na grupę żołnierzy nad strumieniem Warrior koło Fortu Smith 1 sierpnia 1867 została odparta dzięki wyposażeniu żołnierzy w nowe, bardziej szybkostrzelne karabiny odtylcowe Springfield zamiast odprzodowych i toczeniu przez nich walki zza barykady pni. Starcie to stało się znane jako "bój na łące" (Hayfield Fight). Również próba ataku na obóz drwali i żołnierzy koło Fortu Kearny 2 sierpnia została krwawo odparta, gdyż zdołali się oni schronić wewnątrz kręgu z ustawionych skrzyń wozów konnych i stamtąd się ostrzeliwali. W takich warunkach, taktyka Indian nie okazała się wystarczająco elastyczna i nie potrafili oni skutecznie użyć swojej znacznej przewagi liczebnej. Bitwa z 2 sierpnia stała się znana jako bitwa na barykadzie wozów (Wagon Box Fight).
Pomimo jednak dwóch sierpniowych porażek, Indianie osiągnęli swój cel w postaci uniemożliwienia komunikacji szlakiem Bozemana. Od października 1867 rząd USA rozpoczął ponownie negocjacje z Indianami.

## Konsekwencje
29 kwietnia 1868 w Forcie Laramie rząd podpisał traktat pokojowy z częścią wodzów sprzymierzonych plemion. Na jego mocy Indianie zgodzili się osiąść w rezerwacie obejmującym tereny obecnej Dakoty Południowej na zachód od Missouri, zachowując prawo do polowania na bizony na północ od rzeki Platte Północnej. Rząd również potwierdził, że kraj rzeki Powder należy na zawsze wyłącznie do Dakotów, którzy nie chcieliby osiąść w rezerwacie. Forty: Reno, Philip Kearny i Smith zostały opuszczone przez żołnierzy, a następnie spalone. Po opuszczeniu fortów również wódz Czerwona Chmura podpisał 6 listopada 1868 pokój, przyrzekł nie walczyć odtąd z białymi Amerykanami i osiąść w rezerwacie. Zgodnie z zobowiązaniem, nie brał on udziału w kolejnej wojnie Dakotów z 1876.